# آهیاپور
آهیاپور (به انگلیسی: Ahiyapur) یک منطقهٔ مسکونی در هند است که در اوتار پرادش واقع شده‌است.